# Nový Hrádek (Lukov)
Nový Hrádek u Lukova je rozsáhlá a dobře uchovaná zřícenina hradu plášťového typu, ležící asi 2,5 km jižně od Lukova na Znojemsku. Od roku 1973 je chráněna jako kulturní památka, od roku 2001 má status Národní kulturní památky. Zpřístupněná veřejnosti, je v majetku České republiky; správu vykonává Národní památkový ústav). Hrad se nachází na území Národního parku Podyjí. Území hradu je zahrnuto v zóně soustředné péče.

## Historie

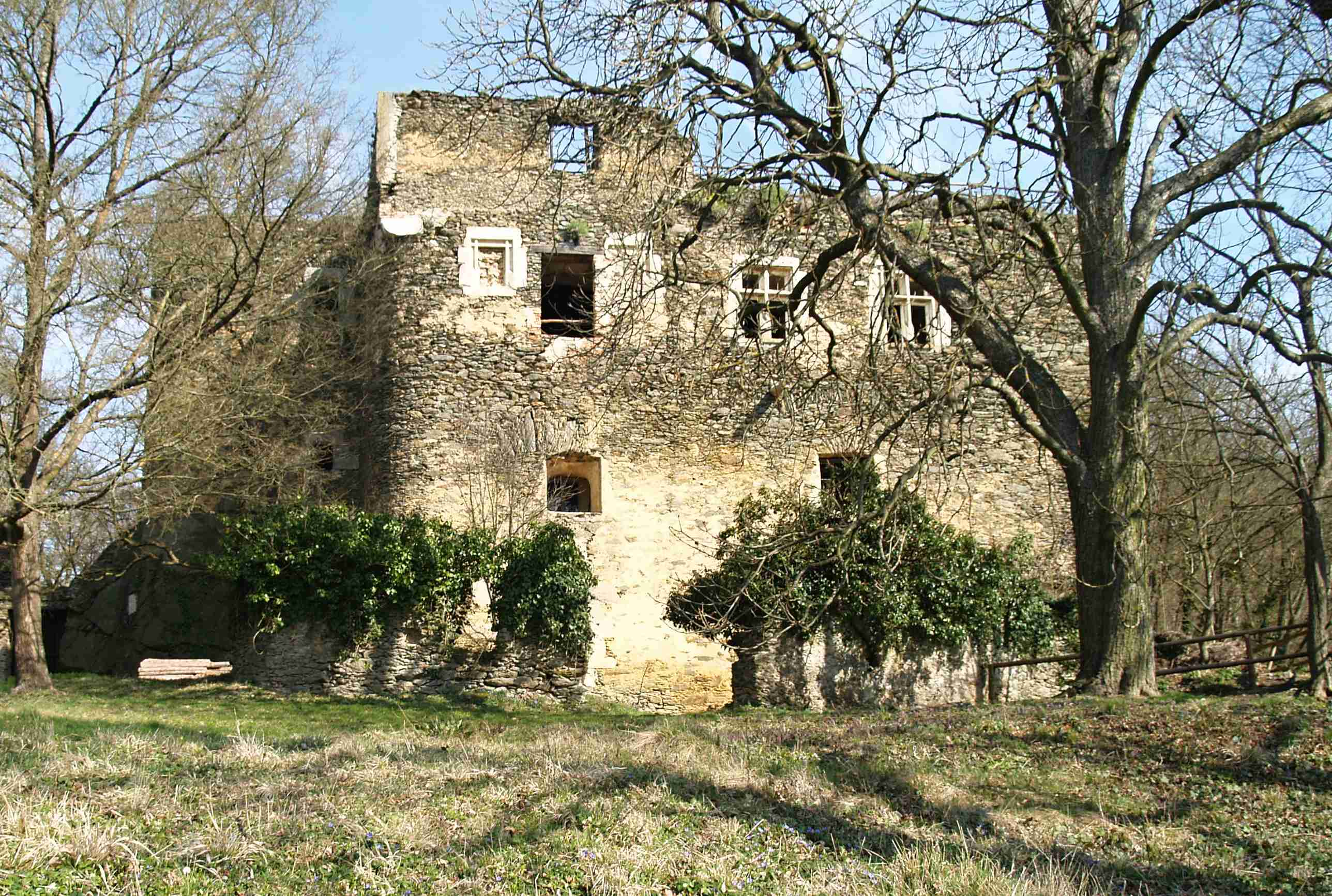
Mladší část postavená v 15. století. Za první republiky zde byla ubytovna Klubu českých turistů.

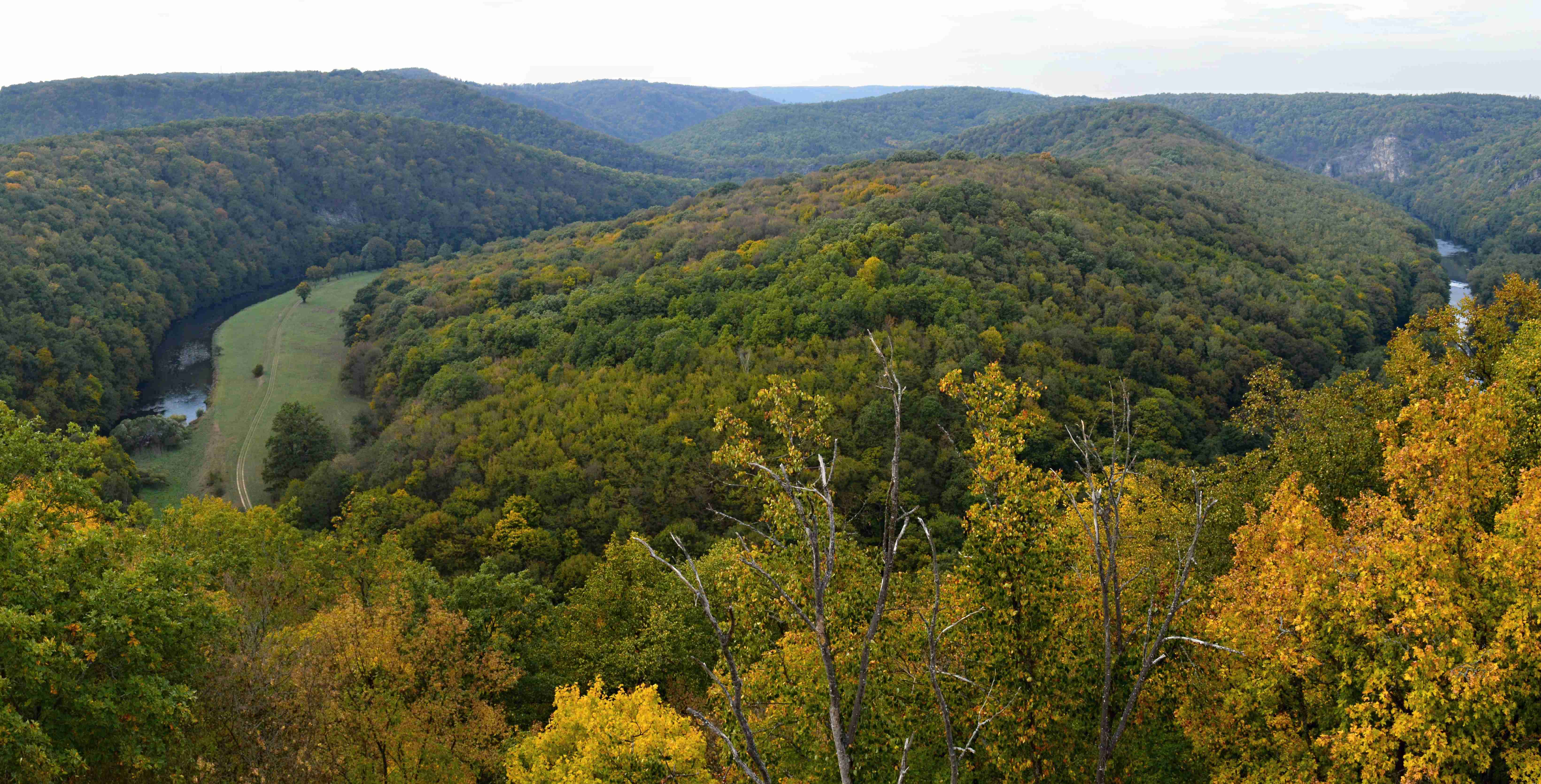
Z koruny zdi mladšího hradu se otevírá výhled na okolní krajinu. Území je součástí dvou národních parků: českého Podyjí a rakouského Thayatalu, hranici mezi oběma státy tvoří řeka Dyje.

První písemná zmínka o hradu pochází z roku 1358, jeho zakladatelem je moravský markrabě Jan Jindřich Lucemburský, bratr císaře Karla IV. Jošt Lucemburský, syn Jana Jindřicha, přenechal hrad roku 1403 svému stoupenci Přechovi z Kojetic. Léta 1418 jej získal rakouský šlechtic Osvald z Eytzingu, který vlastnil i nedaleký hrad Kaja, na protějším břehu Dyje. V 15. století byl hrad v několika etapách přestavován a rozšířen o druhou část, tzv. „mladší hrad“, na začátku 16. století dospěl do současné rozlohy.
V 16. století se na hradě vystřídalo několik šlechtických majitelů, Pánové z Kunštátu, Krajířové z Krajku, Ditrichštejnové, Tetourové z Tetova, Čertorejští z Čertorej, nebo Štrejnové ze Švarcenavy. V 17. století se hrad dostal na dlouhou dobu do držení Althannů, majitelů nedalekého Vranova. Na sklonku třicetileté války, pravděpodobně v roce 1645, byl hrad obsazen a pobořen švédskými vojsky generála Torstensona. Hrad byl jako sídlo opuštěn a dále využíván pouze ke skladovacím účelům. Na počátku 19. století nechali noví vlastníci Mnizskové a Stadničtí upravit několik místností k obývání, hospodářské budovy na nádvoří byly přestavěny na hájovnu. Za první republiky užíval hrad Klub českých turistů, který ho zpřístupnil a zřídil zde noclehárnu s kapacitou 20 lůžek.
Dne 21. srpna 1946 byla ve znojemské Besedě obnovena činnost Klubu československých turistů, jehož hlavním úkolem mělo být zřízení rekreačních míst, která za války zanikla. Trausnický mlýn se nacházel v majetku ZME a budova restaurace byla pustá a prázdná, krytina střechy rozebrána a tím se také poslední poschodí budovy nacházelo v neobyvatelném stavu, rekreační místo Devět mlýnů převzala vojenská správa, která si zde zřídila vojenské rekreační středisko a Nový Hrádek s bytem hajného a s turistickou noclehárnou pustl a chátral.
Smutný osud Nového Hrádku. Na půl cesty ze Znojma do Vranova je zřícenina Nového Hrádku, umístěna v romantickém údolí řeky Dyje, o němž bylo již napsáno mnoho krásné poesie i prosy. Za okupace Nový Hrádek chátral a co dobrého v něm ještě zůstalo — byla to zejména slušně zařízená a vybavená turistická noclehárna — to bylo v době revoluční nesmyslně zničeno. Mládež z nově osídlených okolních obcí se pouštěla na dobrodružné výpravy na Nový Hrádek, který asi za celou dobu svého trvání podobných nezažil. Bodrá mládež vytrhala nejen lůžka a dřevěné pažení kolem nich, ale i okna, dveře, podlahu i sporák a když nic nezůstalo, vylamovala kameny z hradebních zdi a házela je na nádvoří. Měl tedy německý vandalismus mezi novými hraničáři velmi učenlivé žáky a následovníky. Němci alespoň věděli, proč ničí pomník staré české slávy, ale naše nová česká mládež v pohraničí by měla míti k památce našich slavných dějin větší úctu. My, kteří to krásné naše Podyjí máme, tolik rádi, prosíme nové usedlíky: Když jste již rozebrali na Novém Hrádku noclehárnu a hájenku, nechte nám tam aspoň tu zříceninu. JK.
Stráž na Dyji, 30. 01. 1948
Po roce 1948 se hrad ocitl v přísně střeženém hraničním pásmu a byl zde zakázán vstup. Nový Hrádek byl znovu zpřístupněn až roku 1992; od roku 1995 je na koruně zdi přední části hradu dřevěný ochoz, ze kterého je výhled do okolní krajiny a údolí řeky Dyje pod hradem.

## Příroda
Hrad je domovem mnoha vzácných druhů živočichů a rostlin. Vyskytuje se zde například největší český had užovka stromová, ve sklepení zimuje přes 10 druhů netopýrů, například netopýr velký, netopýr černý a vrápenec malý. Na nádvoří v letních měsících zalétá vzácná včela drvodělka fialová, brouci roháči, zlatohlávci a velké množství motýlů, mezi nimi také ohrožený jasoň dymnivkový; kvete zde divizna nádherná, užanka uherská nebo brambořík nachový. Na vápník bohatá suť pod hradem vyhovuje žebřici pyrenejské nebo vzácnému hřibu skvrnitému.

## Galerie

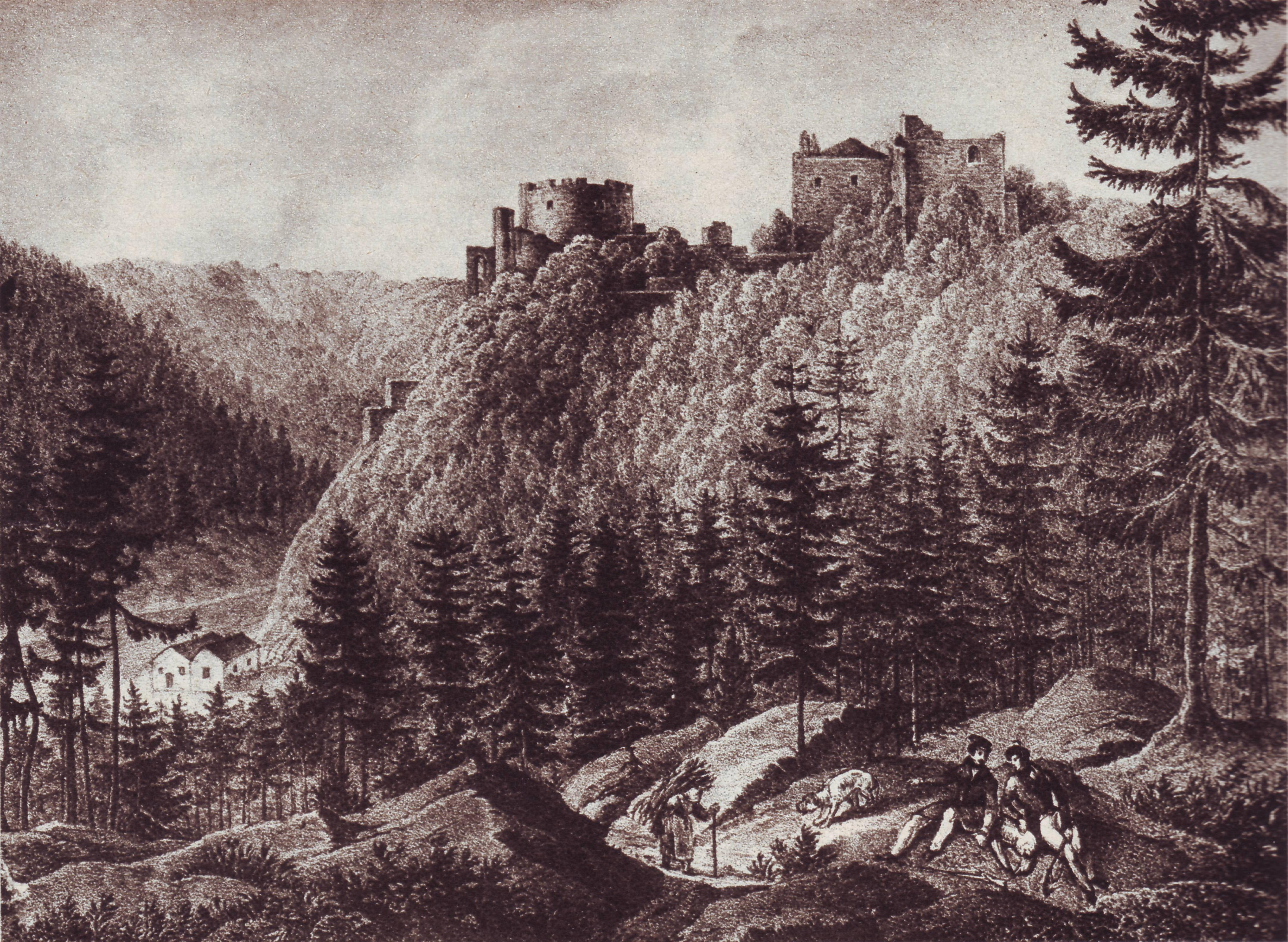
Dobová litografie hradu z první poloviny 19. století od malíře A. F. Kunikeho
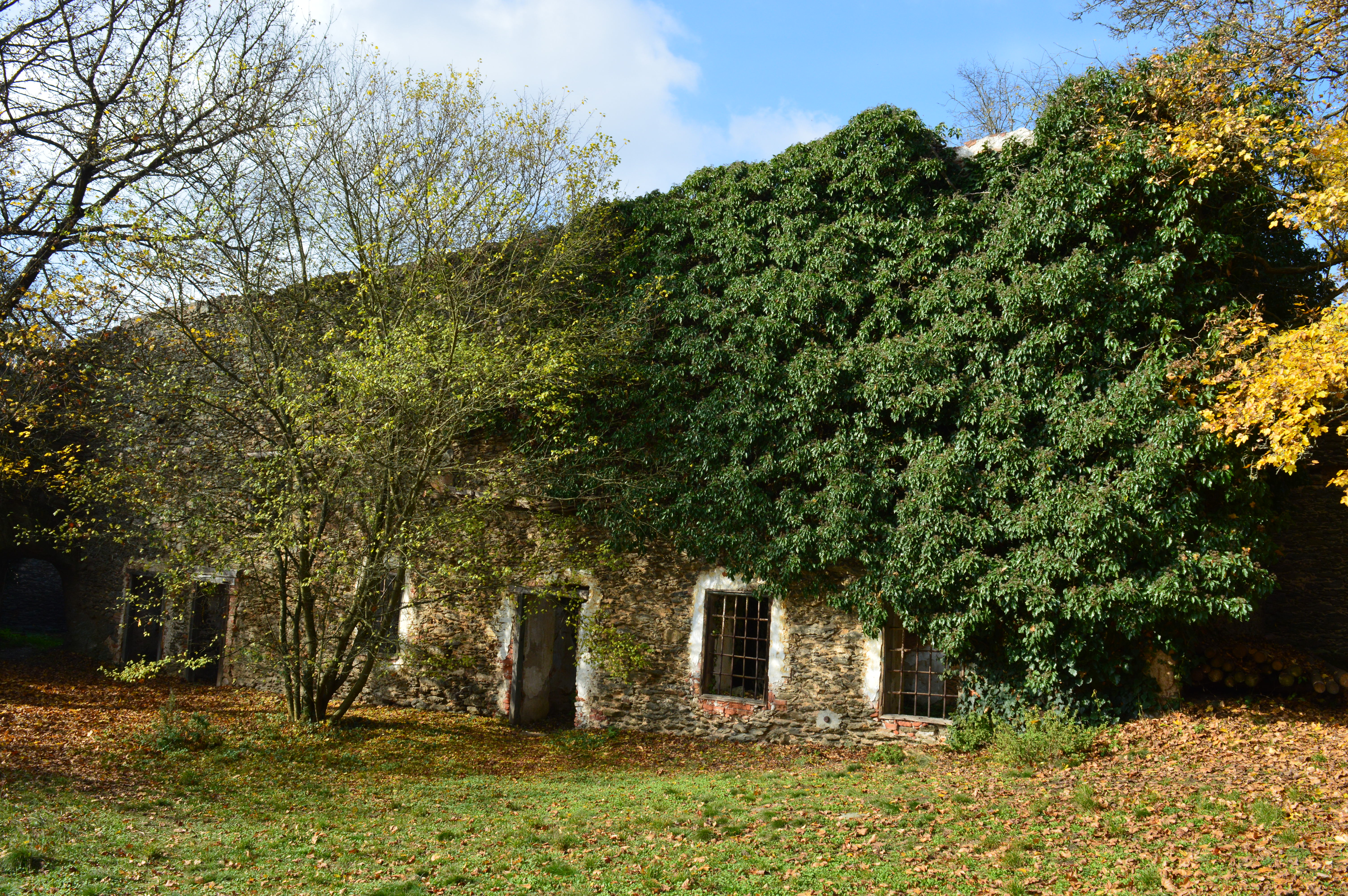
Nádvoří s budovou bývalé hájovny
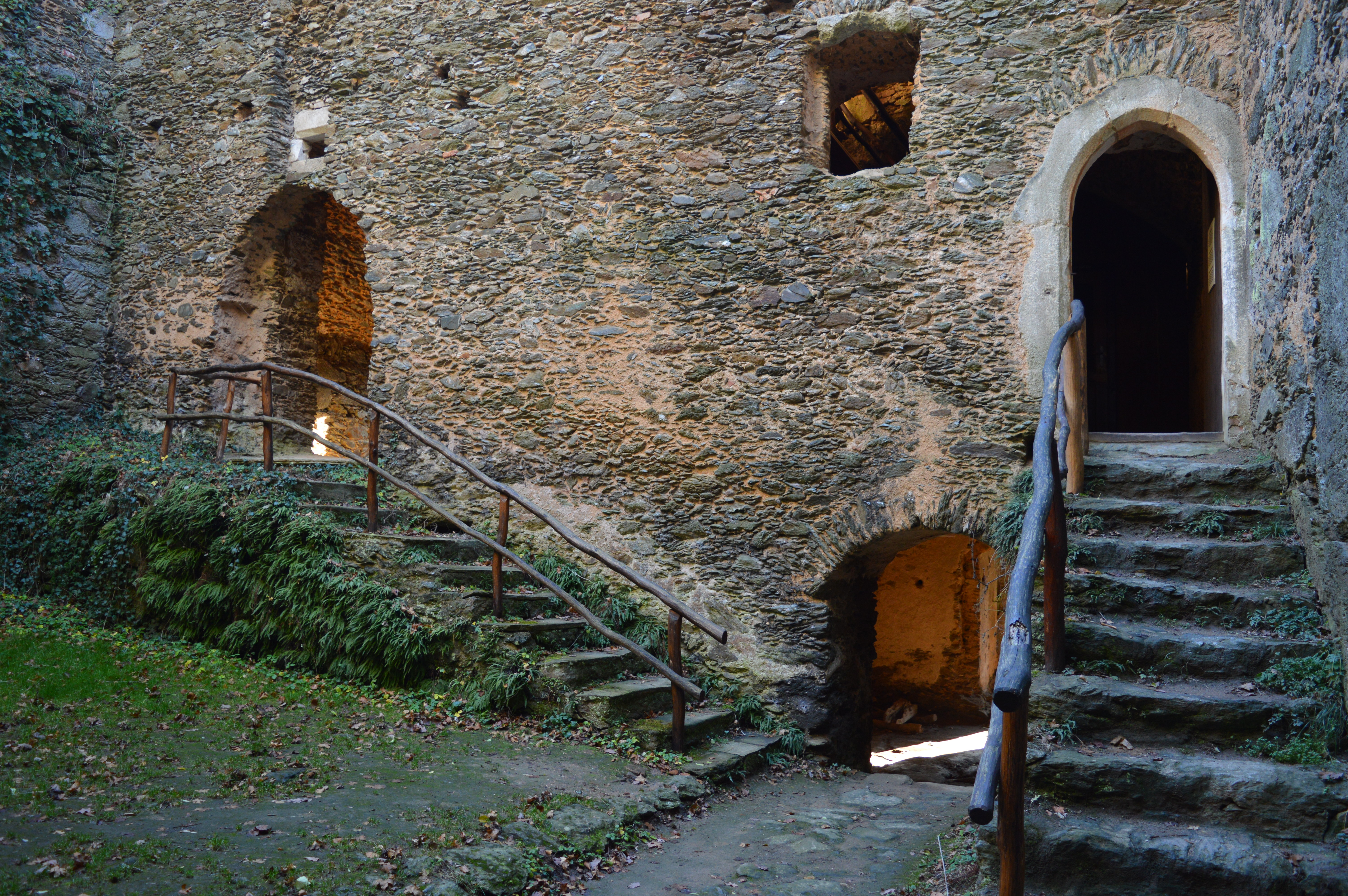
Nádvoří mladšího hradu
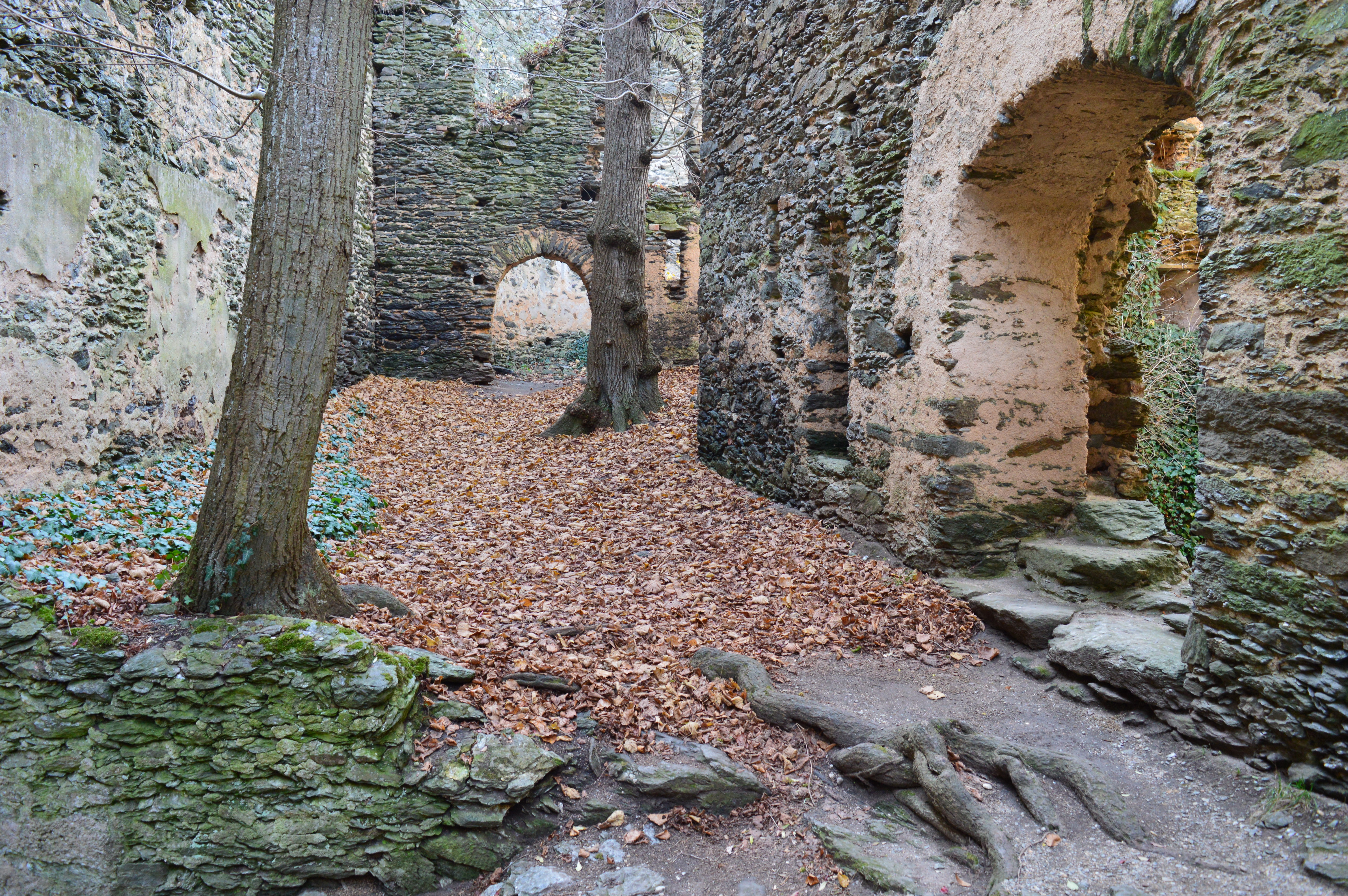
Nádvoří staršího hradu
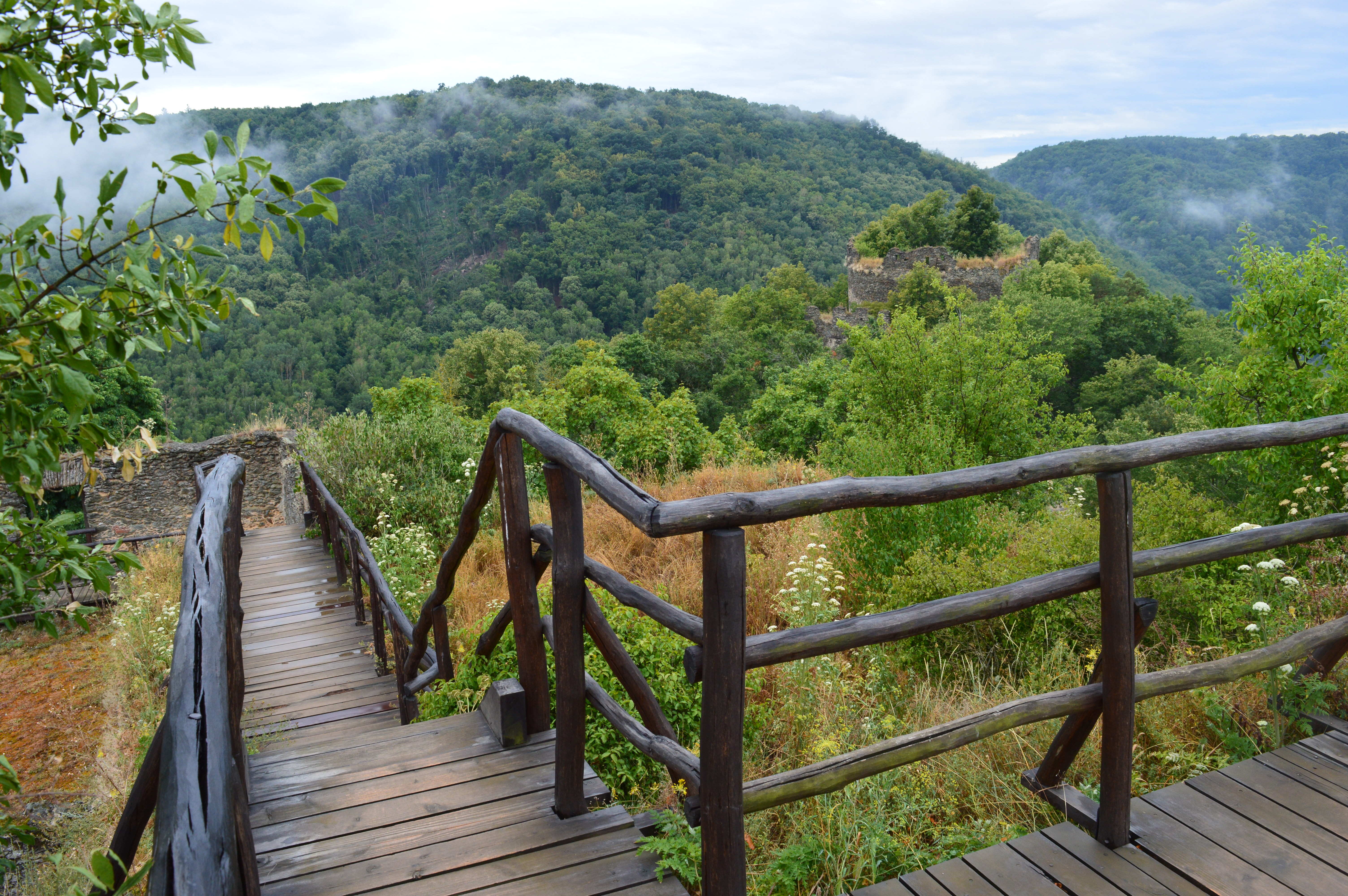
Vyhlídkový ochoz na koruně zdi mladšího hradu
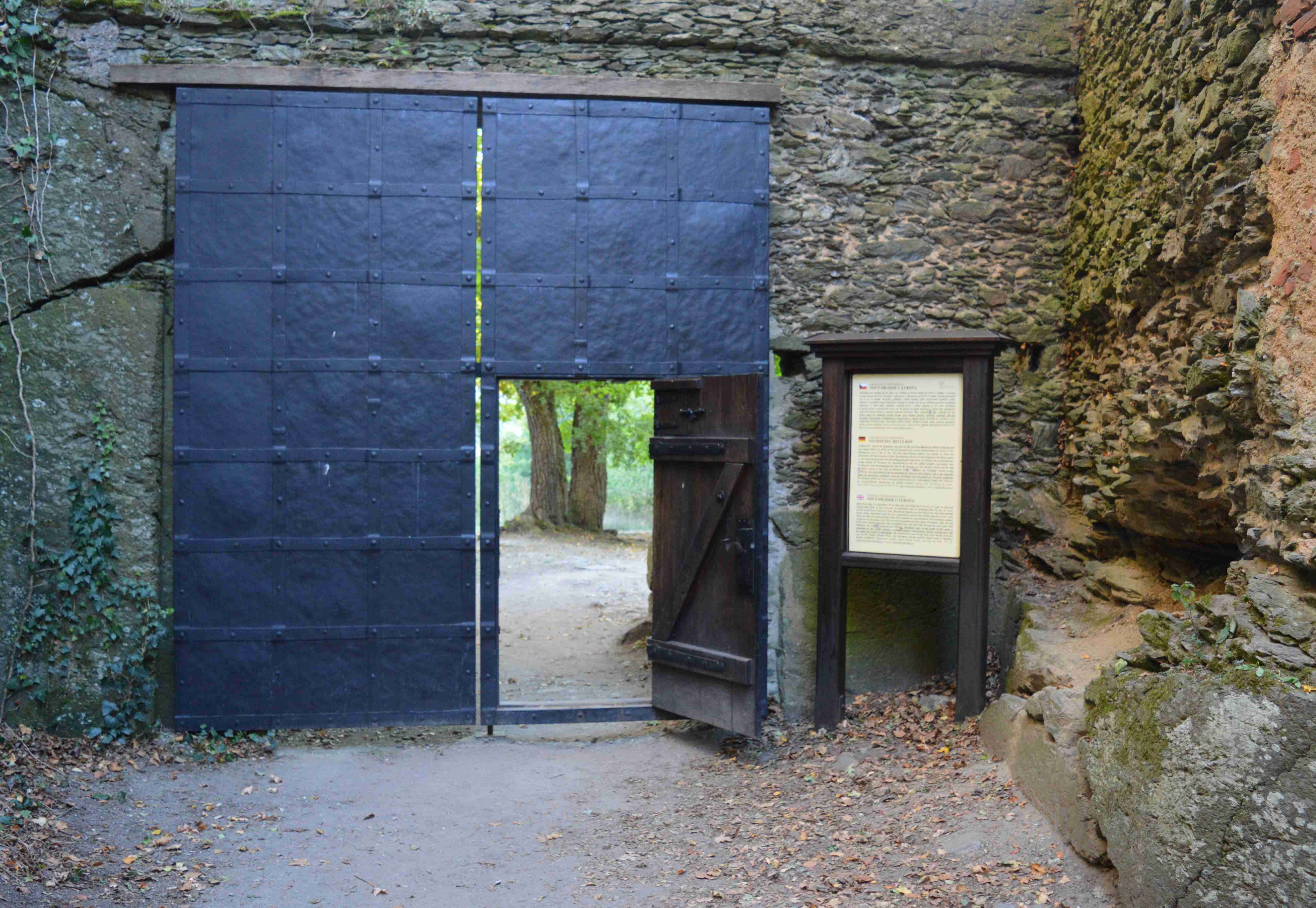
Vstupní brána byla osazena v roce 1992
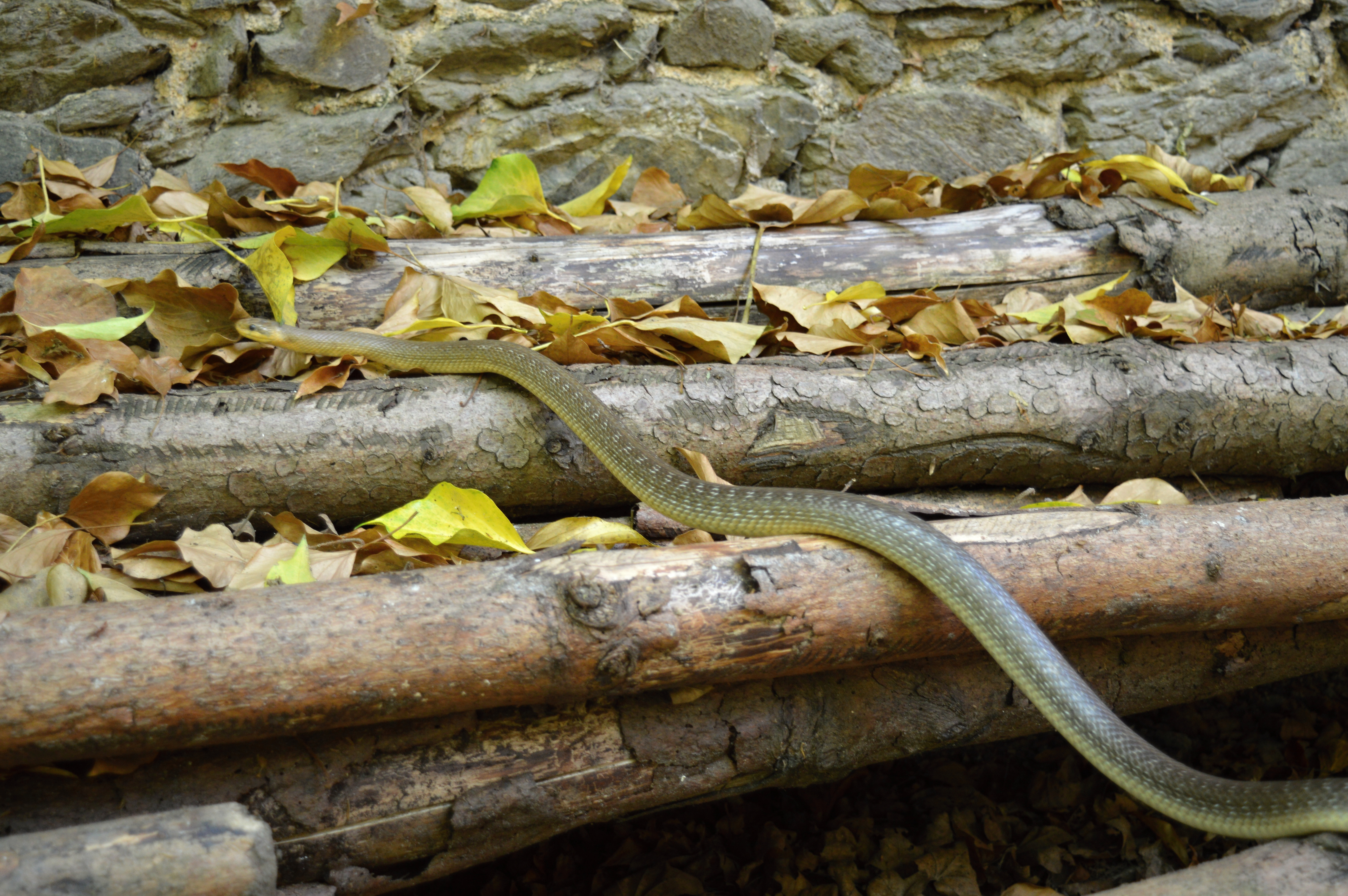
Hrad je domovem vzácné užovky stromové
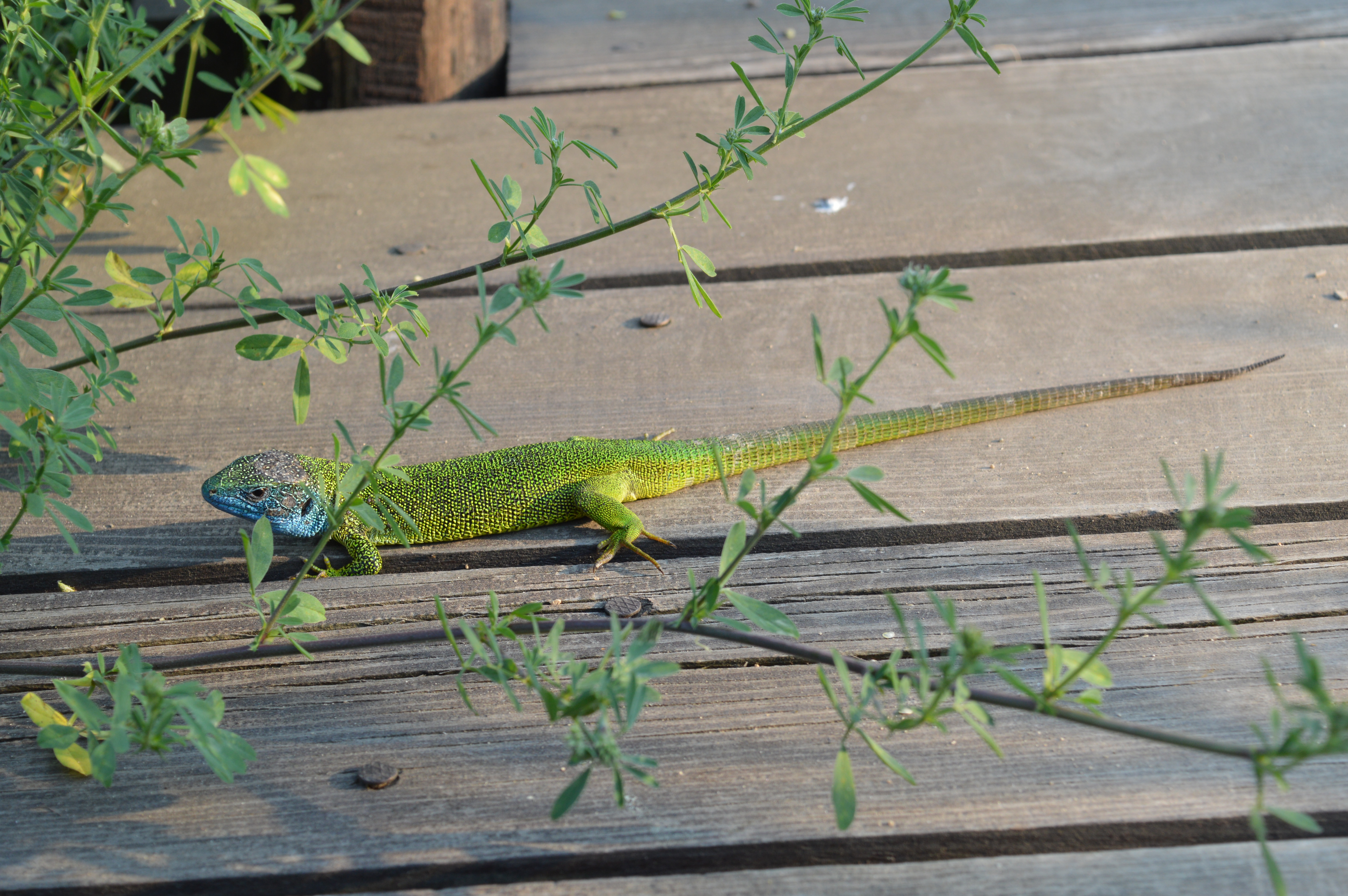
Ještěrka zelená na dřevěném ochozu hradní vyhlídky
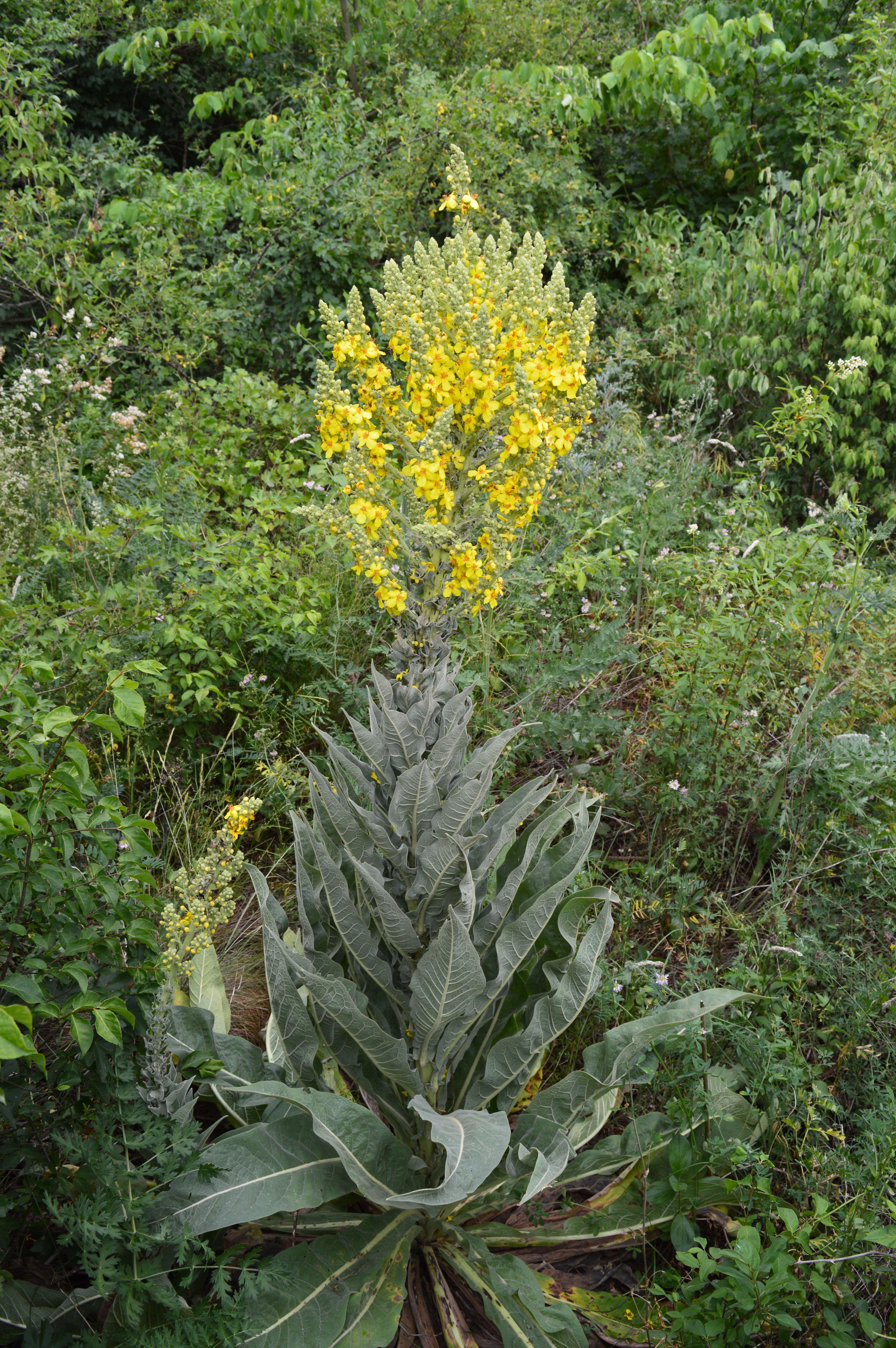
Divizna nádherná
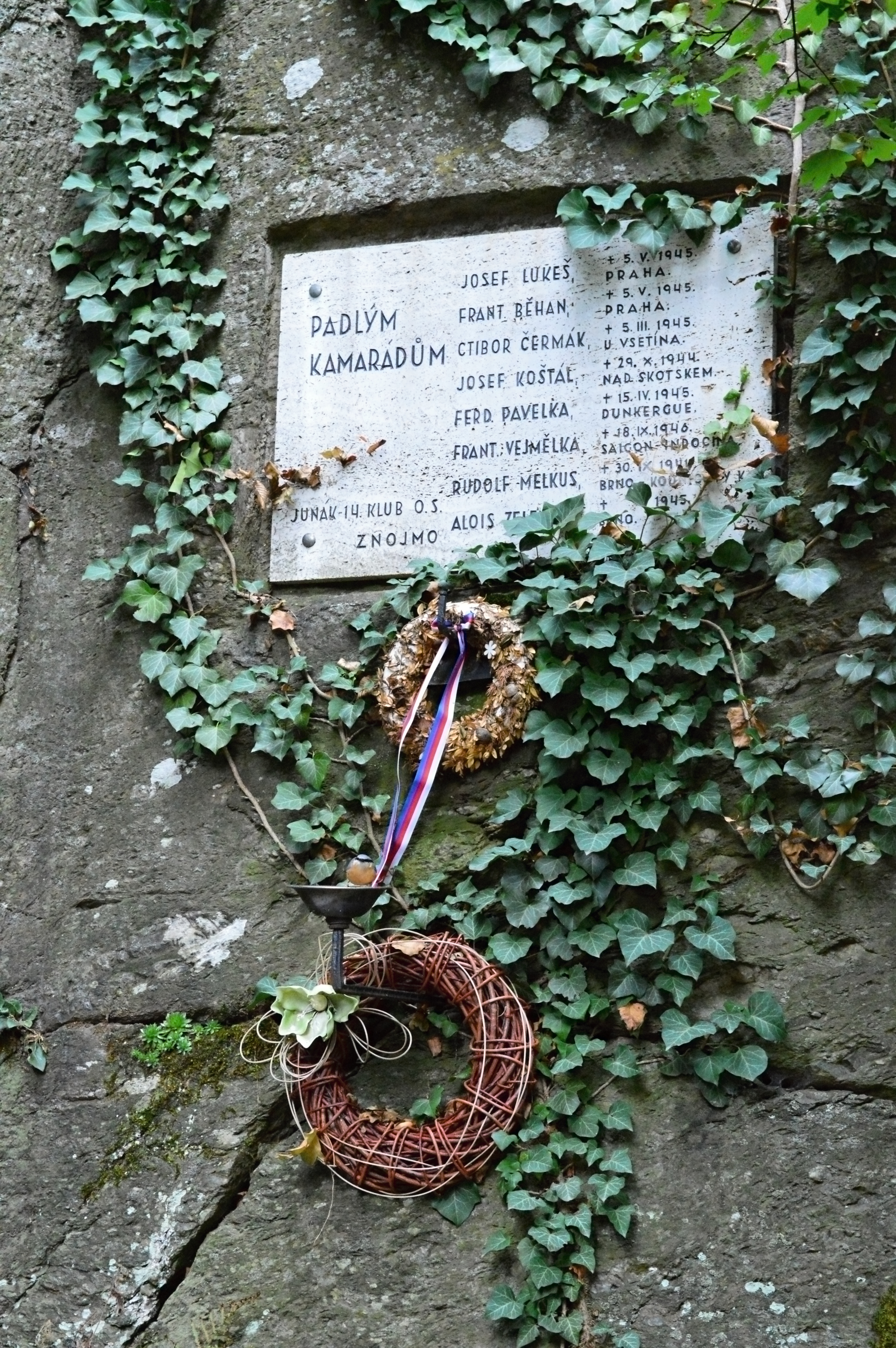
Pamětní deska u brány připomíná znojemské skauty, pro které se stal hrad za první republiky oblíbeným místem setkávání.